# Helioscirtus gravesi
Helioscirtus gravesi är en insektsart som beskrevs av Boris Petrovich Uvarov 1924. Helioscirtus gravesi ingår i släktet Helioscirtus och familjen gräshoppor. Inga underarter finns listade i Catalogue of Life.